# 林秀芹
林秀芹（Julia Lin），生於台灣高雄，香港鳳凰衛視主播及記者，主持《華聞大直播》、《新聞今日談》、《鳳凰焦點新聞》、《鳳凰子夜快車》、《鳳凰正點播報》，以及一系列特備新聞節目和突發事件直播等。過去在台灣年代新聞台、澳門澳亞衛視以及鳳凰衛視台北站擔任過記者。

## 經歷

### 教育背景
出生於高雄的林秀芹，在台灣知名外語學院文藻外語大學，攻讀西班牙語和英語，在學習拉丁美洲外語過程中，受到拉丁文化的薰陶，個性熱情、活潑外向，從小立志從事新聞工作的她，文藻畢業後，即考取在全美排名前三名的新聞傳播學院，也就是美國南加州大學的傳播學院（USC Annenberg School for Communication and Journalism），之後以優秀的成績，取得傳播學位。

### 記者生涯
一開始在年代電視台擔任記者，之後轉職到澳亞衛視、鳳凰衛視台北站。在鳳凰衛視台北站時期，是一位主跑政治、兩岸和財經路線記者，因能精準掌握訊息、挖掘獨家，及準確報道，被認為是優秀的記者。曾經多次獨家專訪海基會前董事長江丙坤和林中森，中國大陸海協會前會長陳雲林和陳德銘，並多次直播報道兩岸兩會會談，面對攝影機時的亮麗外型和專業的新聞報道，在微博擁有大量支持粉絲。
2012年，前往帛琉，採訪中國漁民被誤殺事件，以現場直播方式，以流利英語獨家專訪當時的帕勞總統，就誤殺事件，向華人表態，並即時進行中英文口譯和解說。因此創下新聞採訪生涯的高峰。
2022年，因人手不足一度臨時改任記者。

### 主持經驗
2015年成為鳳凰衛視主持人後，先後主持多起國際主要事件的直播和特別節目，包括2018年11月24日台灣直轄市暨縣市長選舉、朝鮮閱兵、美朝峰會、朝俄峰會、日本天皇繼位大典，以及斯里蘭卡恐襲等。

## 外部連結
- YouTube上的20170531 凤凰焦点新闻 主播 林秀芹
- 林秀芹的新浪微博
- 林秀芹个人主页 （页面存档备份，存于）